# Mortes em março de 2021
Mortes em 2021: ← Janeiro – Fevereiro – Março – Abril – Maio – Junho – Julho – Agosto – Setembro – Outubro – Novembro – Dezembro →
Esta é uma relação de pessoas notáveis que morreram durante o mês de março de 2021, listando nome, nacionalidade, ocupação e ano de nascimento.

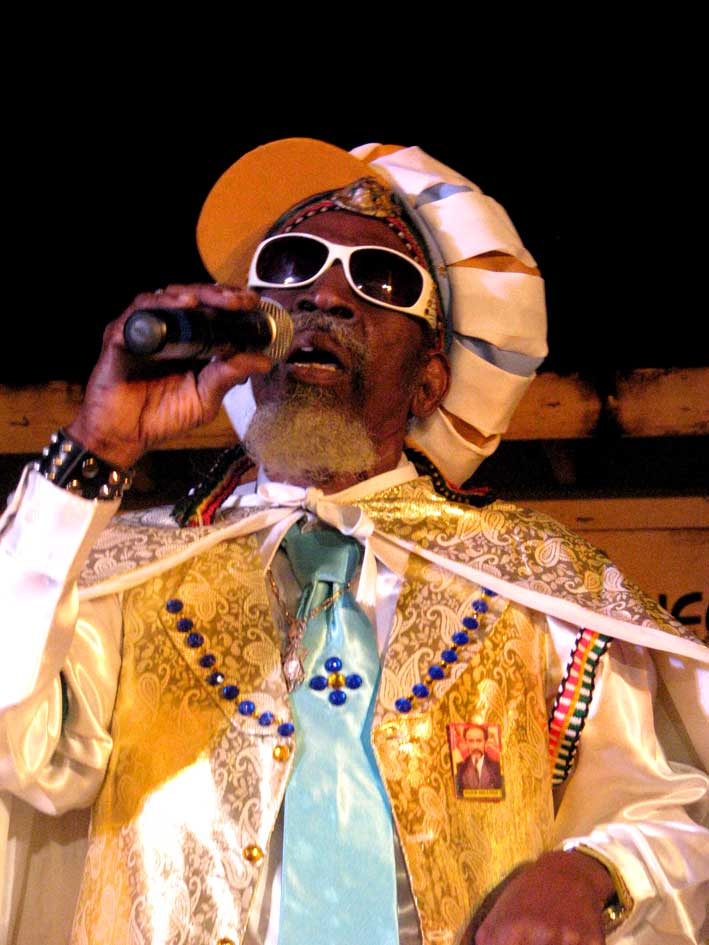
Bunny Wailer, cantor e compositor jamaicano.

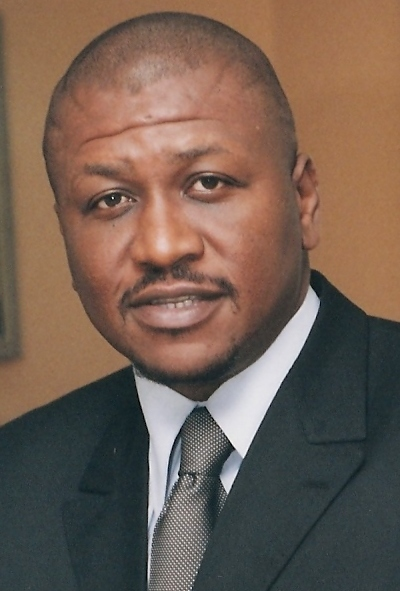
Hamed Bakayoko, político costa-marfinense.

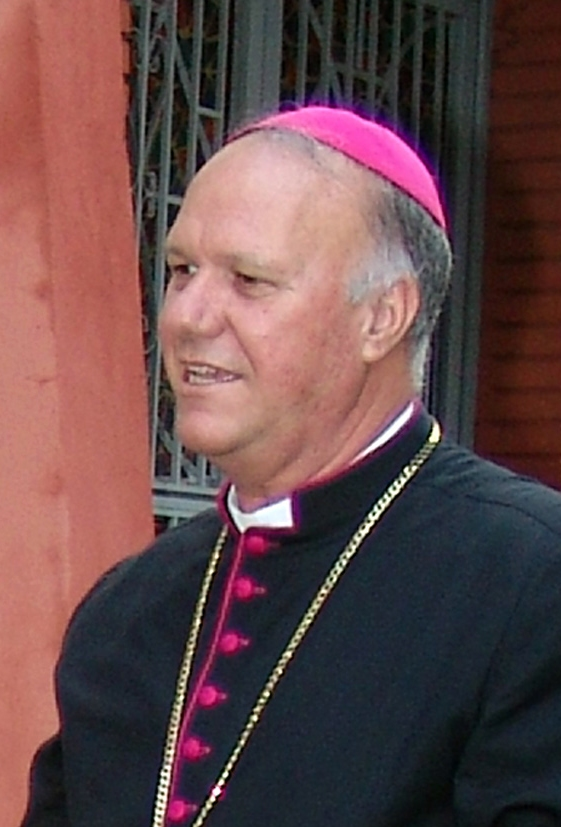
Mauro Aparecido dos Santos, sacerdote católico brasileiro.

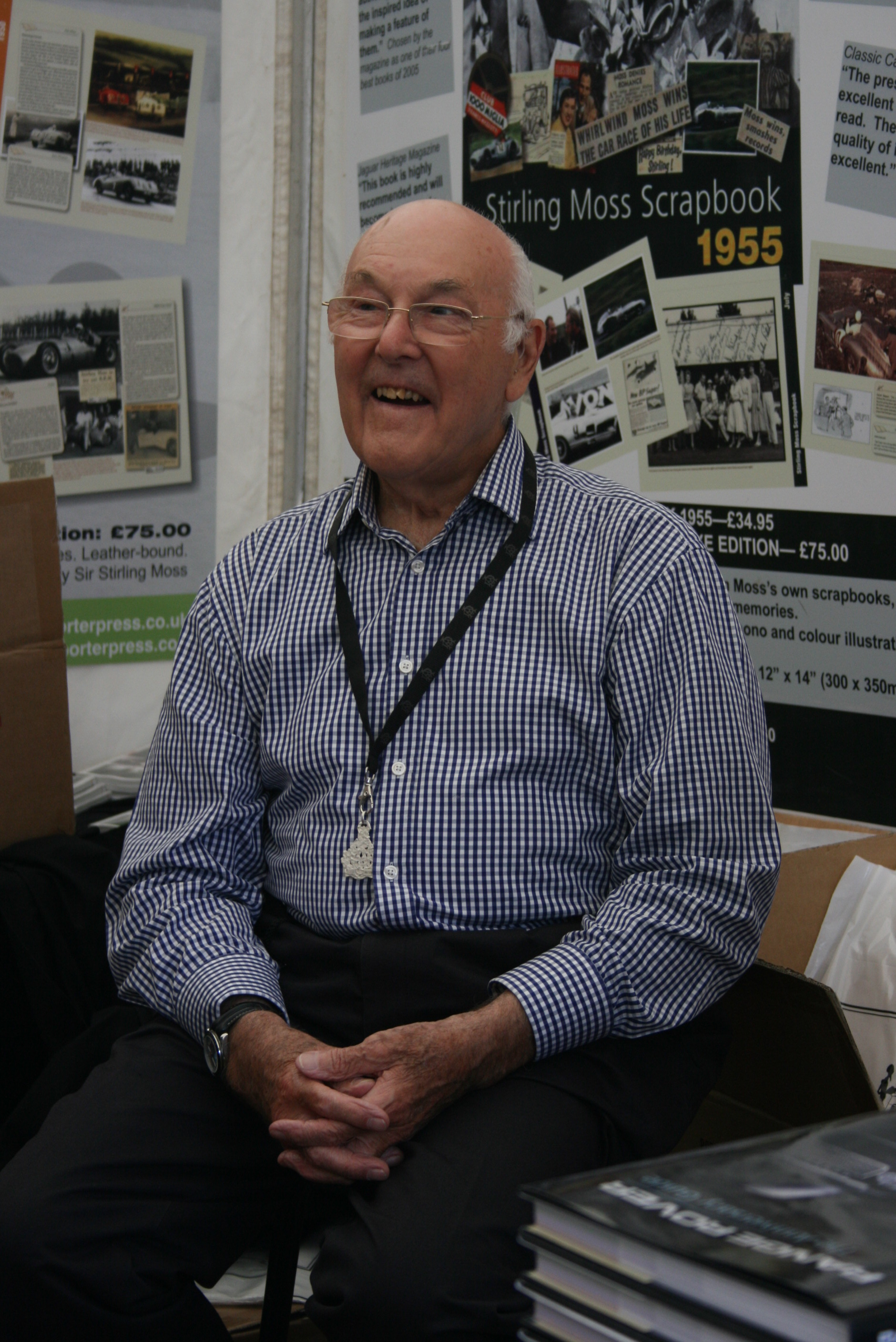
Murray Walker, locutor e comentarista automobilístico britânico.

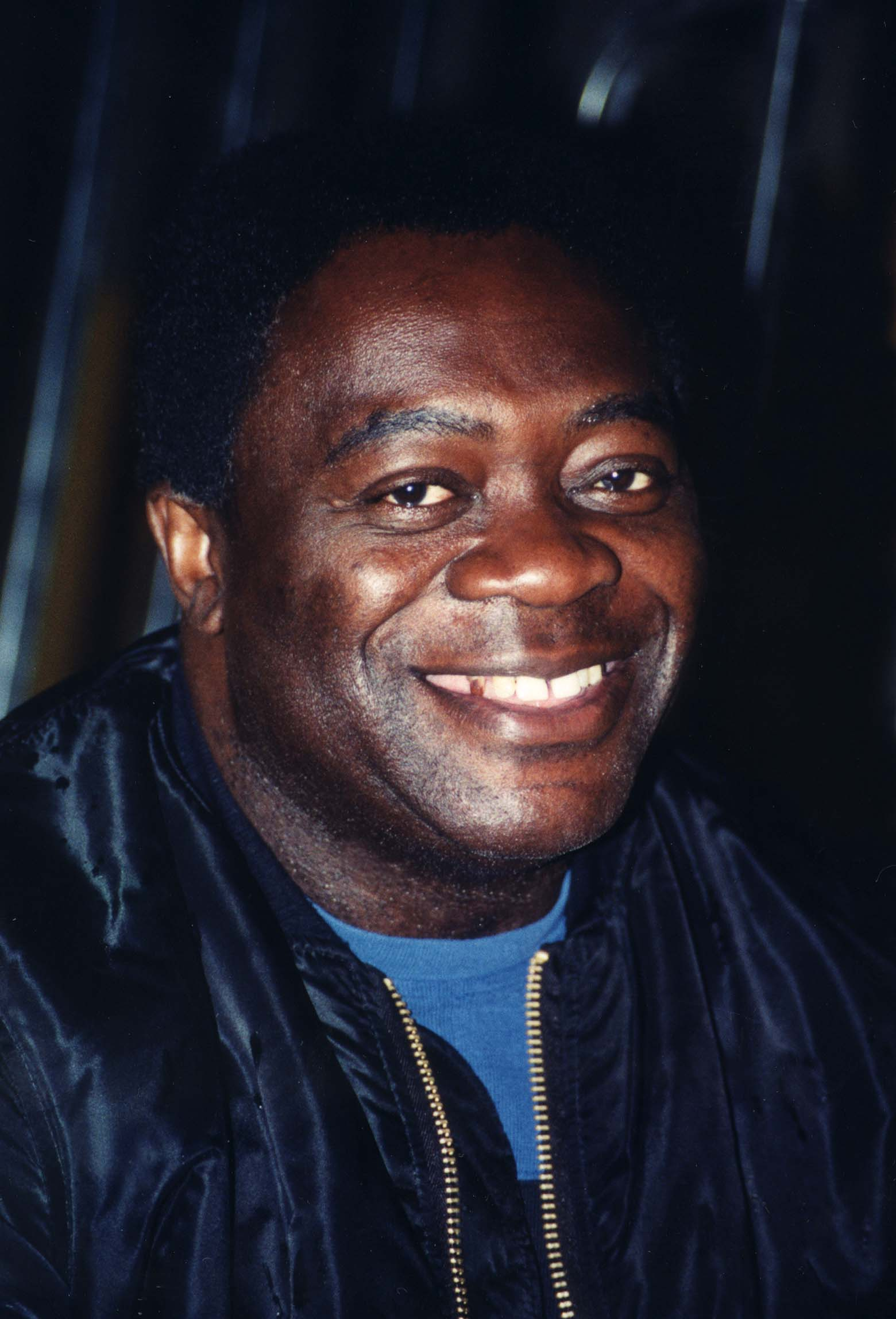
Yaphet Koto, ator estadunidense.

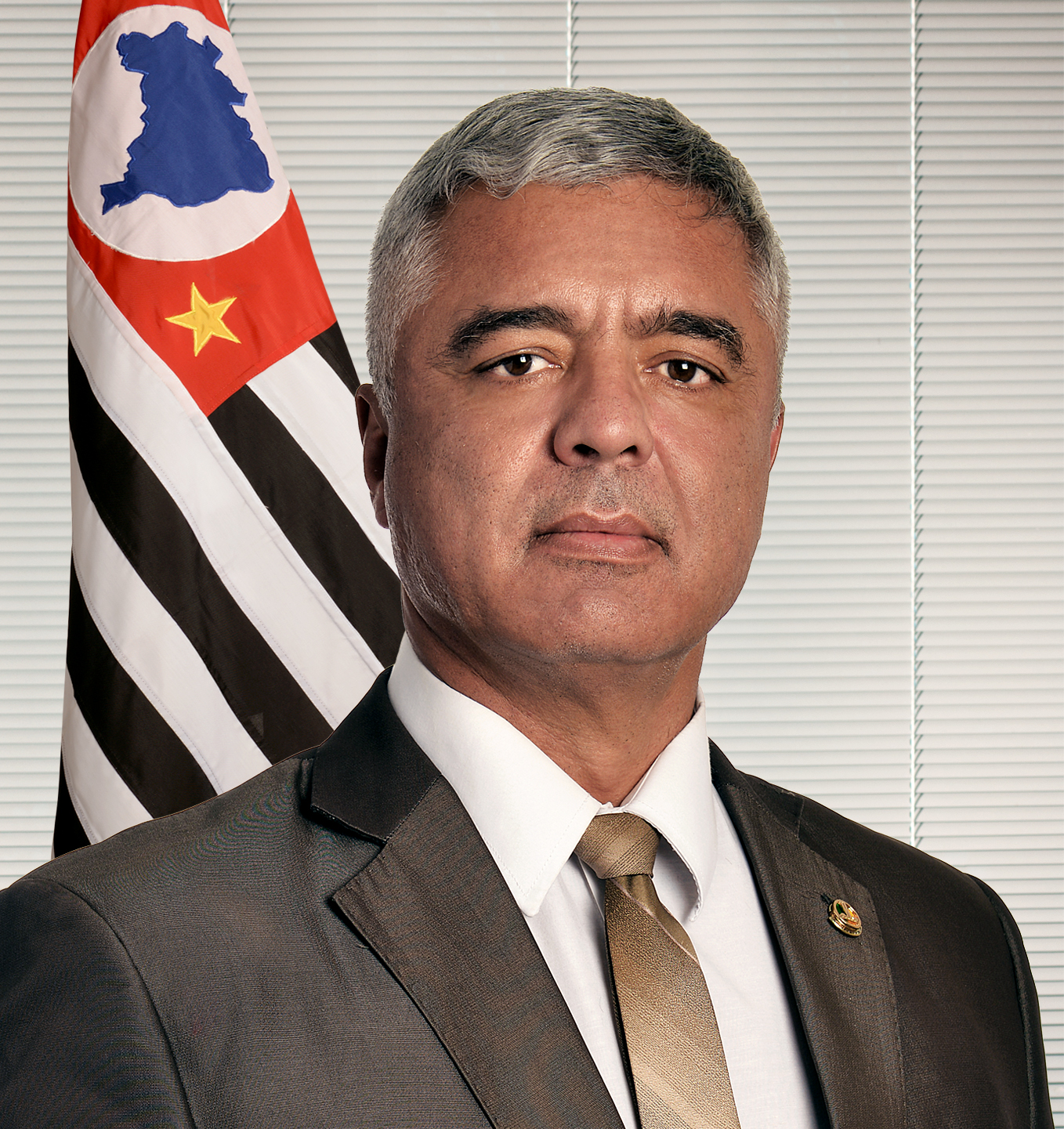
Major Olímpio, político brasileiro.

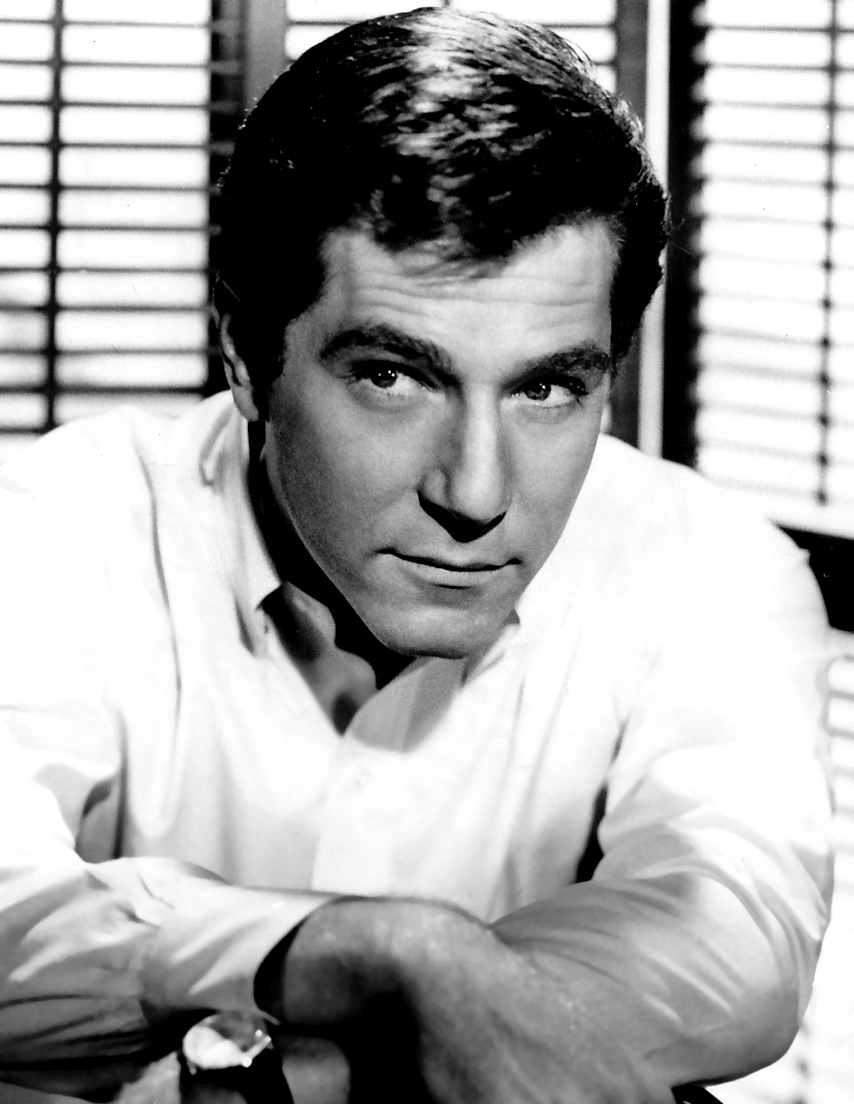
George Segal, ator norte-americano.

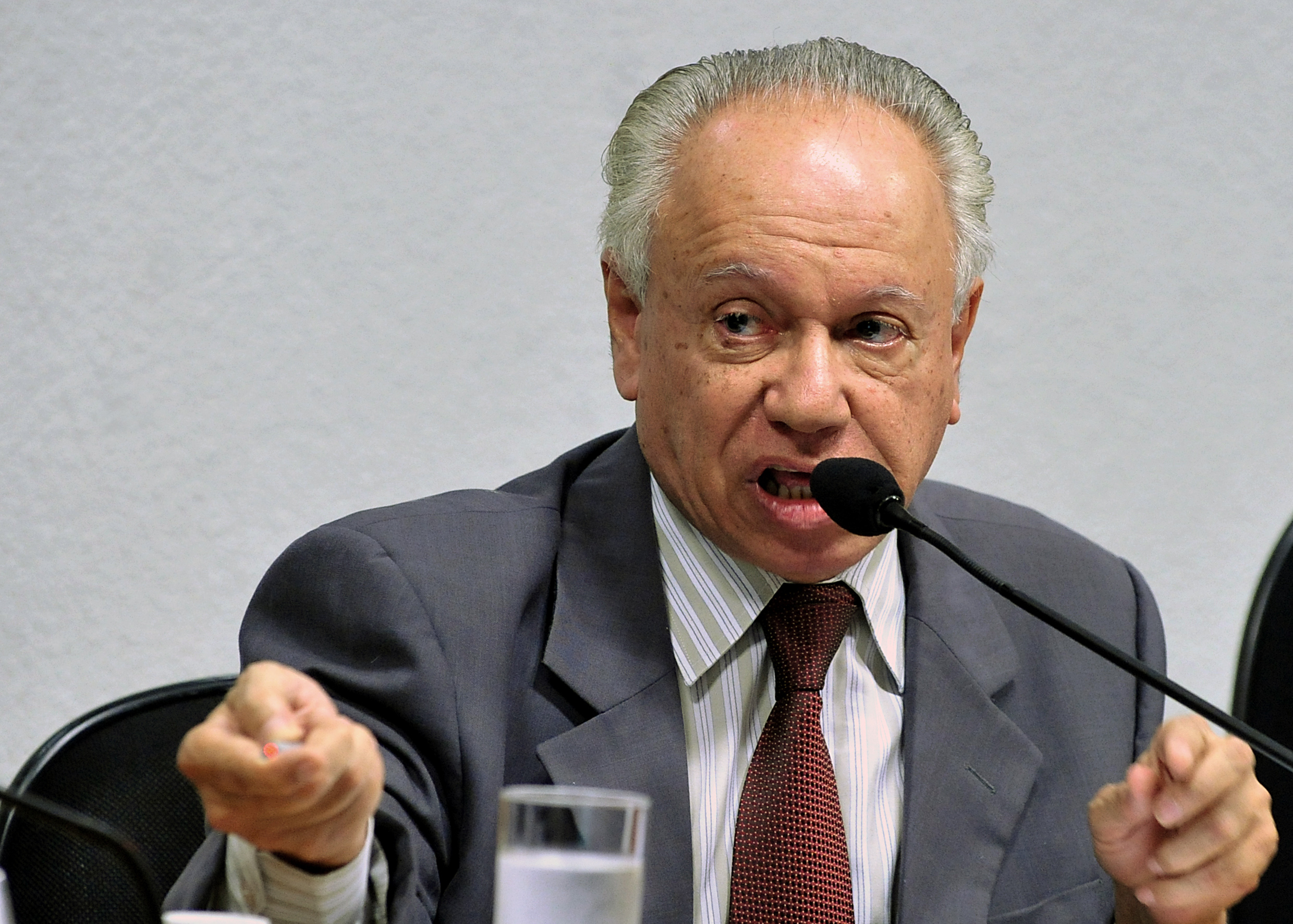
Haroldo Lima, político e dirigente esportivo brasileiro.

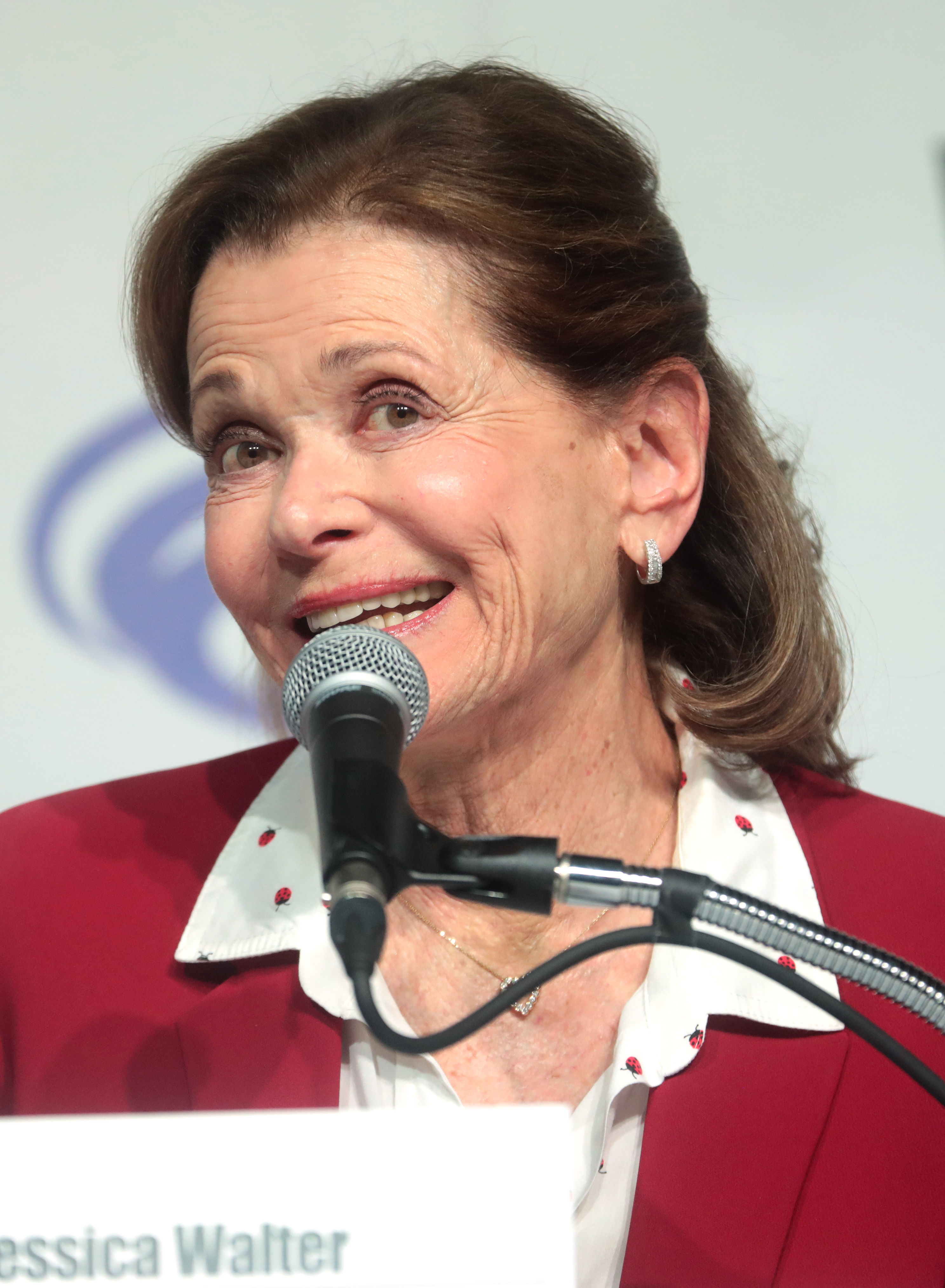
Jessica Walter, atriz norte-americana.

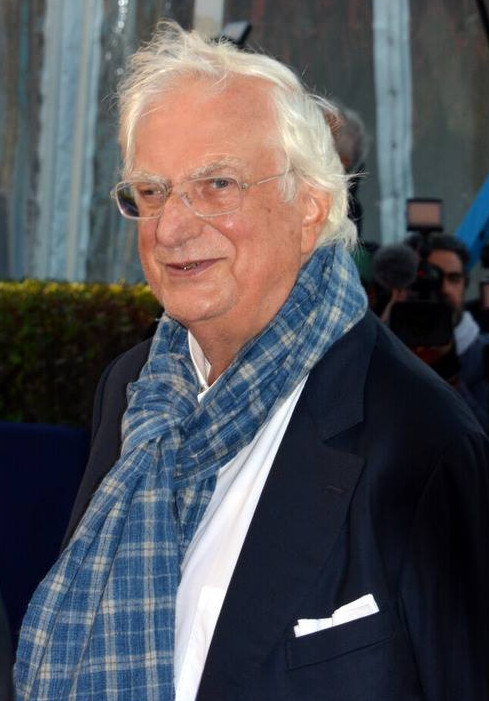
Bertrand Tavernier, cineasta e roteirista francês.

| Dia | Nome                                      | Profissão ou motivo de reconhecimento              | Nacionalidade        | Nasc. | Ref                  |
| --- | ----------------------------------------- | -------------------------------------------------- | -------------------- | ----- | -------------------- |
| 1   | Zlatko Kranjčar                           | Jogador e treinador de futebol                     | Croácia              | 1956  | [ 1 ]                |
| 1   | Frederico Campos                          | Político                                           | Brasil               | 1927  | [ 2 ]                |
| 1   | Ian St John                               | Futebolista                                        | Reino Unido          | 1938  | [ 3 ]                |
| 1   | Mikhail Studenetsky                       | Basquetebolista                                    | Rússia               | 1934  | [ 4 ]                |
| 1   | Bernard Guyot                             | Ciclista                                           | França               | 1945  | [ 5 ]                |
| 1   | Flex-Deon Blake                           | Ator pornográfico                                  | Estados Unidos       | 1962  | [ 6 ]                |
| 2   | Chris Barber                              | Trombonista                                        | Reino Unido          | 1930  | [ 7 ]                |
| 2   | Bunny Wailer                              | Cantor e compositor                                | Jamaica              | 1947  | [ 8 ]                |
| 2   | George Fletcher Bass                      | Arqueólogo                                         | Estados Unidos       | 1932  | [ 9 ]                |
| 3   | Ruy Scarpino                              | Futebolista e treinador                            | Brasil               | 1962  | [ 10 ]               |
| 3   | Maria José Valério                        | Cantora                                            | Portugal             | 1933  | [ 11 ]               |
| 3   | Sérgio Eduardo Castriani                  | Bispo                                              | Brasil               | 1954  | [ 12 ]               |
| 3   | Tomas Altamirano Duque                    | Político                                           | Panamá               | 1934  | [ 13 ]               |
| 4   | Zygmunt Hanusik                           | Ciclista                                           | Polónia              | 1945  | [ 14 ]               |
| 4   | Jim Crockett, Jr.                         | Empresário                                         | Estados Unidos       | 1944  | [ 15 ]               |
| 5   | José Carlos da Silva Júnior               | Empresário e político                              | Brasil               | 1926  | [ 16 ]               |
| 5   | Patrick Dupond                            | Dançarino                                          | França               | 1959  | [ 17 ]               |
| 5   | Anton Urban                               | Futebolista                                        | Eslováquia           | 1934  | [ 18 ]               |
| 5   | Janet Sawbridge                           | Patinadora                                         | Reino Unido          | 1947  | [ 19 ]               |
| 6   | Lou Ottens                                | Engenheiro e inventor                              | Países Baixos        | 1926  | [ 20 ] [ 21 ] [ 22 ] |
| 6   | Miguel Eduardo Miranda                    | Futebolista                                        | Peru                 | 1966  | [ 23 ]               |
| 7   | Fabio Brunelli                            | Jornalista, apresentador e escritor                | Brasil               | 1969  | [ 24 ]               |
| 7   | Lars Göran Petrov                         | Cantor                                             | Suécia               | 1972  | [ 25 ]               |
| 7   | Frank Thorne                              | Escritor e cartonista                              | Estados Unidos       | 1930  | [ 26 ]               |
| 8   | Genésio Goulart                           | Político                                           | Brasil               | 1954  | [ 27 ]               |
| 8   | Trevor Peacock                            | Ator                                               | Reino Unido          | 1931  | [ 28 ]               |
| 8   | Jhon Jarrín                               | Ciclista                                           | Equador              | 1961  | [ 29 ]               |
| 8   | Keith Greene                              | Automobilista                                      | Reino Unido          | 1938  | [ 30 ]               |
| 8   | Lúcia Leme                                | Apresentadora e jornalista                         | Brasil               | 1938  | [ 31 ]               |
| 9   | Erling Lorentzen                          | Empresário                                         | Noruega              | 1923  | [ 32 ]               |
| 9   | James Levine                              | Maestro                                            | Estados Unidos       | 1943  | [ 33 ]               |
| 9   | Léo Rosa                                  | Ator                                               | Brasil               | 1982  | [ 34 ]               |
| 9   | Ademar Santillo                           | Político                                           | Brasil               | 1939  | [ 35 ]               |
| 9   | Agustín Balbuena                          | Futebolista                                        | Argentina            | 1945  | [ 36 ]               |
| 9   | John Polkinghorne                         | Físico                                             | Reino Unido          | 1930  | [ 37 ]               |
| 10  | Hélio Fernandes                           | Jornalista                                         | Brasil               | 1921  | [ 38 ]               |
| 10  | Henryk Rozmiarek                          | Handebolista                                       | Polónia              | 1949  | [ 39 ]               |
| 10  | Hamed Bakayoko                            | Político                                           | Costa do Marfim      | 1965  | [ 40 ]               |
| 10  | Ali Mahdi Muhammad                        | Político                                           | Somália              | 1939  | [ 41 ]               |
| 10  | Manuel Saturnino da Costa                 | Político                                           | Guiné-Bissau         | 1942  | [ 42 ]               |
| 10  | Albert Resis                              | Professor e historiador                            | Estados Unidos       | 1921  | [ 43 ]               |
| 11  | Petar Fajfrić                             | Handebolista                                       | Sérvia               | 1942  | [ 44 ]               |
| 11  | Mauro Aparecido dos Santos                | Bispo                                              | Brasil               | 1954  | [ 45 ]               |
| 11  | Luis Palau                                | Evangelista                                        | Estados Unidos       | 1934  | [ 46 ]               |
| 11  | Isidore Mankofsky                         | Diretor de fotografia                              | Estados Unidos       | 1931  | [ 47 ]               |
| 12  | Goodwill Zwelithini                       | Rei dos Zulus                                      | África do Sul        | 1948  | [ 48 ]               |
| 12  | Ademar Frederico Duwe                     | Empresário e político                              | Brasil               | 1938  | [ 49 ]               |
| 12  | Ronald DeFeo Jr.                          | Criminoso                                          | Estados Unidos       | 1951  | [ 50 ]               |
| 12  | Manolo Florentino                         | Historiador                                        | Brasil               | 1958  | [ 51 ]               |
| 12  | Andrew Majda                              | Matemático                                         | Estados Unidos       | 1949  | [ 52 ]               |
| 13  | Murray Walker                             | Locutor e comentarista automobilístico             | Reino Unido          | 1923  | [ 53 ]               |
| 13  | Giovanni Gastel                           | Fotógrafo                                          | Itália               | 1955  | [ 54 ]               |
| 13  | Silvio Favero                             | Advogado e político                                | Brasil               | 1966  | [ 55 ]               |
| 13  | Terezinha Morango                         | Miss                                               | Brasil               | 1936  | [ 56 ]               |
| 14  | Mahmoud Khoshnam                          | Crítico musical                                    | Irão                 | 1935  | [ 57 ]               |
| 15  | Gilmar Fubá                               | Futebolista                                        | Brasil               | 1975  | [ 58 ]               |
| 15  | Stephen Bechtel                           | Empresário e engenheiro civil                      | Estados Unidos       | 1925  | [ 59 ]               |
| 15  | Yaphet Kotto                              | Ator                                               | Estados Unidos       | 1939  | [ 60 ]               |
| 16  | Moudud Ahmed                              | Político                                           | Bangladesh           | 1940  | [ 61 ]               |
| 16  | David Pimentel                            | Bispo                                              | Portugal             | 1941  | [ 62 ]               |
| 16  | Euclides Scalco                           | Farmacêutico e político                            | Brasil               | 1932  | [ 63 ]               |
| 17  | John Magufuli                             | Político                                           | Tanzânia             | 1959  | [ 64 ]               |
| 17  | Antón García Abril                        | Compositor                                         | Espanha              | 1933  | [ 65 ]               |
| 17  | Helenês Cândido                           | Político                                           | Brasil               | 1935  | [ 66 ]               |
| 18  | Major Olímpio                             | Político                                           | Brasil               | 1962  | [ 67 ]               |
| 18  | Herzem Gusmão Pereira                     | Político e jornalista                              | Brasil               | 1948  | [ 68 ]               |
| 18  | Michael Stolleis                          | Jurista e historiador                              | Alemanha             | 1941  | [ 69 ]               |
| 19  | Irmão Lázaro                              | Cantor, compositor e político                      | Brasil               | 1966  | [ 70 ]               |
| 20  | Peter Lorimer                             | Futebolista                                        | Reino Unido          | 1946  | [ 71 ]               |
| 20  | Dale E. Wolf                              | Político                                           | Estados Unidos       | 1924  | [ 72 ]               |
| 20  | Luiz Ferreira Martins                     | Médico, professor e político                       | Brasil               | 1935  | [ 73 ]               |
| 21  | Shahied Wagid Hosain                      | Cantor                                             | Suriname             | 1961  | [ 74 ]               |
| 21  | Nawal al-Sa'dawi                          | Escritora e ativista                               | Egito                | 1931  | [ 75 ]               |
| 21  | Adam Zagajewski                           | Escritor                                           | Polónia              | 1945  | [ 76 ]               |
| 21  | Karin Strenz                              | Política                                           | Alemanha             | 1967  | [ 77 ]               |
| 22  | Elgin Baylor                              | Basquetebolista                                    | Estados Unidos       | 1934  | [ 78 ]               |
| 22  | John Crichton-Stuart, 7.º Marquês de Bute | Automobilista                                      | Reino Unido          | 1958  | [ 79 ]               |
| 22  | Barnabas Imenger                          | Futebolista e treinador                            | Nigéria              | 1971  | [ 80 ]               |
| 22  | Freitas Diniz                             | Engenheiro e político                              | Brasil               | 1933  | [ 81 ]               |
| 23  | George Segal                              | Ator                                               | Estados Unidos       | 1934  | [ 82 ]               |
| 24  | Toshihiko Koga                            | Judoca                                             | Japão                | 1967  | [ 83 ]               |
| 24  | Haroldo Lima                              | Político                                           | Brasil               | 1939  | [ 84 ]               |
| 24  | Aécio de Borba                            | Político e dirigente esportivo                     | Brasil               | 1931  | [ 85 ]               |
| 24  | Mahmoud al-Werfalli                       | Militar                                            | Líbia                | 1978  | [ 86 ]               |
| 24  | Jesús Fernández Vaquero                   | Político                                           | Espanha              | 1953  | [ 87 ]               |
| 24  | Jessica Walter                            | Atriz                                              | Estados Unidos       | 1941  | [ 88 ]               |
| 24  | Enrique Chazarreta                        | Futebolista                                        | Argentina            | 1947  | [ 89 ]               |
| 24  | Laurent Vaguener                          | Cantor                                             | França               | 1947  | [ 90 ]               |
| 24  | Ezra Ted Newman                           | Físico                                             | Estados Unidos       | 1929  | [ 91 ]               |
| 25  | Bertrand Tavernier                        | Cineasta e roteirista                              | França               | 1941  | [ 92 ]               |
| 25  | Beverly Cleary                            | Escritora                                          | Estados Unidos       | 1916  | [ 93 ]               |
| 25  | Stan Albeck                               | Basquetebolista                                    | Estados Unidos       | 1931  | [ 94 ]               |
| 26  | Haseena Moin                              | Dramaturga e roteirista                            | Paquistão            | 1941  | [ 95 ]               |
| 27  | Paulo Stein                               | Jornalista, radialista e apresentador de televisão | Brasil               | 1945  | [ 96 ]               |
| 27  | Odirlei Pessoni                           | Atleta                                             | Brasil               | 1982  | [ 97 ]               |
| 28  | Didier Ratsiraka                          | Político                                           | Madagáscar           | 1936  | [ 98 ]               |
| 28  | Maurício Soares                           | Político                                           | Brasil               | 1939  | [ 99 ]               |
| 28  | Juventino Kestering                       | Bispo                                              | Brasil               | 1946  | [ 100 ]              |
| 30  | Contardo Calligaris                       | Escritor e psicanalista                            | Itália               | 1948  | [ 101 ]              |
| 31  | Ursula Happe                              | Nadadora                                           | Alemanha             | 1926  | [ 102 ]              |
| 31  | Ivair Nogueira do Pinho                   | Político                                           | Brasil               | 1951  | [ 103 ]              |
| 31  | Diede Lameiro                             | Treinador                                          | Brasil               | 1934  | [ 104 ]              |
| 31  | Carlos Pedro Zilli                        | Bispo                                              | Guiné-Bissau/ Brasil | 1954  | [ 105 ]              |
| 31  | Cláudio Petraglia                         | Diretor de TV, músico, ator e escritor             | Brasil               | 1930  | [ 106 ]              |